# Skägglavskrös
Skägglavskrös (Biatoropsis usnearum) är en lavart som beskrevs av Räsänen 1934. Skägglavskrös ingår i släktet Biatoropsis och familjen Tremellaceae.  Arten är reproducerande i Sverige. Inga underarter finns listade i Catalogue of Life.